# Circuit de Shah Alam
El Circuit de Shah Alam, conegut també com a Batu Tiga Speedway Circuit, va ser un circuit de curses de Shah Alam, a l'estat de Selangor, Malàisia. El disseny del traçat era obra de l'holandès John Hugenholtz.

## Història
El circuit es va inaugurar el 1968 i el 8 de setembre d'aquell mateix any s'hi va celebrar el Gran Premi de Malàisia de Formula Libre. El vencedor en va ser l'indonesi Hengkie Irawan, amb un Elfin 600. El 1977, el circuit es va tancar després d'un accident en què van resultar morts sis nens, tot i que posteriorment, després de millorar-ne les tanques i barreres de seguretat al voltant de la pista, es va reobrir. Shah Alam va ser la seu del Gran Premi de Malàisia fins al 1982, un esdeveniment que s'adreçava alternativament a vehicles de Formula Atlantic, Formula Pacific o Fórmula 2. L'última edició d'aquest Gran Premi al circuit, per a cotxes de Formula Brabham en aquesta ocasió, va ser la de 1995.
El 1985, la pista es va allargar dels anteriors 3,380 a 3,693 km amb l'addició del revolt 11. El mateix any s'hi va celebrar el primer esdeveniment internacional, els 800 km de Selangor, que fou la desena i última ronda del Campionat Mundial de Resistència d'aquell any. Els guanyadors en foren Jacky Ickx i Jochen Mass, al volant d'un Porsche 962C.
El circuit va acollir proves del Campionat del Món de Superbike els anys 1990 i 1991 i va ser la seu del Gran Premi de Malàisia de motociclisme de 1991 a 1997. Mick Doohan en va guanyar la cursa de 500cc quatre vegades. El Gran Premi de motociclisme es va traslladar més tard al circuit de Johor i després al de Sepang.
El 2003, el govern de l'estat de Selangor va vendre el circuit a un promotor immobiliari que tot seguit va desenvolupar la zona amb un projecte d'habitatges de luxe sota el nom de D'Kayangan.

## Característiques
- Àrea total: 0,58 km²
- Nombre de boxs: 57 unitats
  - 42 unitats de box de formigó (22' x 17')
  - 15 unitats de box de fusta (22' x 7')
- Capacitat d'espectadors: 26.000
  - Tribuna coberta: 8.000
  - Tribuna descoberta: 18.000
- Longitud de la pista: 3,380 km (1968–1984) / 3,693 km (1985–2003)
- Nombre de revolts: 14
  - Esquerra: 4
  - Dreta: 10
- Rectes: 3 (la més llarga feia 600 m)
- Portes d'entrada: 3